# Еърбъс А300
„Airbus А300“ е реактивен самолет, предназначен за кратки и средни полети с два двигателя, който е разработен и произвеждан от Airbus. Официално е обявен през 1969 г. и първият му полет е през октомври 1972 г. Това е първият широкофюзелажен самолет с два двигателя. Също така е първият продукт на Airbus. А300 по принцип има 266 пътнически места, разположени в две класи. Може да осъществява дължина на полет от 4070 мили (7540 km), когато е напълно натоварен, но това зависи и от модела.
Разработката на А300 започва през 60-те години като Европейски проект за сътрудничество между различните компании за производство на самолети в Обединеното кралство, Франция и Западна Германия. През септември 1967 г. те подписват меморандум за разбирателство за производство на самолети. Британците се отказват от проекта на 10 април 1969 г. На 29 май 1969 г. между Германия и Франция се постига ново споразумение, и на 18 декември 1970 г. официално се създава Airbus Industrie, за да разработи и произвежда А300. Първият такъв модел извършва първия си полет на 28 октомври 1972 г.
Air France първи закупува А300 и го въвежда в експлоатация на 30 май 1974 г. След период на ограничено потребителско търсене, А300 постига няколко големи продажби през 1978 г., след което моделът се утвърждава, и в продължение на три последователни десетилетия постоянно се правят поръчки. През 1990-те години А300 става популярен сред различни товарни оператори, и се произвеждат няколко различни модела товарни самолети. Производството на А300 е прекратено през юли 2007 г., а заедно с това и на неговия по-малък събрат А310. Продажбите на товарни самолети, за които А300 се състезава по-рано, по-късно са заместени с тези на А330-200f, производни на по-новия модел А330.

## Разработка

### Фон
По време на разработката на оригиналния А300, широкият фюзелаж на самолета и капацитетът му за превоз на пътници са изследвани както конструктивно, така и като транспортно-търговско приложение. Резултатът от изследваните варианти е Airbus A300B като една от по-малките конструкции. Когато се създава прототипът на A300 B1, авиолиниите, поради вече променената транспортна конюнктура, искат по-голям капацитет на самолета за транспорт на пътници, което довежда до произвеждането на A300 B2. Откакто A300 влиза в употреба, става очевидно, че има огромен пазар за малки самолети. Някои оператори нямат достатъчно трафик, за да оправдаят сравнително големия A300, докато други искат повече честоти на полетите или по-ниски разходи за самолет-миля за цената на по-висок място-миля разход (особено Swissair и Lufthansa).
Airbus намалява разходите за изследвания и разработки за малък A300 до минимум, и започва да разработва проект, наречен A300 B10MC („минимална промяна“). Капацитетът е намален до 220 пътника, което е желанието на много авиолинии, обаче това довежда до малко използване на гориво, сравнено с големите крила и твърде голямата извънгабаритна ходова част, което ще накара самолета да използва ненужно повече гориво, когато вози повече товар.
Друг проблем е инфлацията, която в Обединеното кралство през 1979 – 80 е 35%. Това довежда до значителни увеличения на разходите за разработка и цената на финалния продукт. По време на разработката Hawker Seddeley Aviation е подизпълнител на крилата, след като британското правителство се оттегля от рисковото начинание през 1969 г. Впоследствие HSA се слива с три други компании през 1977 г. и образува Britis Aerospace (BAe), и тогава британското правителство показва намеренията си да се върне в програмата. Обаче British Airways (BA) и Rolls-Royce не се отказват и си партнират с американци, като в случая British Airways купува американски самолети. BA иска да купи Boeing 7N7 и 7X7, които се разработват до Boeing 757 и Boeing 767 с писмото, предназначено към идващия A310, както и Boeing 747. Френското правителство започна преговори през май 1976 г., като казва, че поръчката на BA е условие за връщането на Обединеното кралство към Airbus Industrie като пълноценен партньор. Тъй като това продължава, BAe продължава разговорите с Boeing и McDonell Douglas, за да разбере дали може да участва в бъдещи програми, обаче представителят на компанията, Lord Beswick, публично обявява желанието да си партнират в Европа. През 1978 г. на Farnborough Air Show, Ерик Варлей, британски секретар на индустрията, обявява, че BAe желае да се присъедини отново към Airbus Industrie като пълноценен партньор от 1 януари 1979 г. Това означава, че BAe очаква да получи 20% от компанията и ще играе като „пълноценен партньор при разработката и производството на A310“.

### Неудобен дизайн
През 1988 г. първият A310 е доставен на Interflug – първият Airbus, доставен на авиолиния от Източния блок.
От края на 1977 г., преди изявлението на Varley, BAe започва работа по ново крило в Хатфийлд. По същото време Aerospatiale, MBB (Messerschmitt-Bölkow-Blohm) и VFW-Fokker задържат техните индивидуални изследвания за новото крило.
По време на Hanover Air Show Airbus представя A310. Повърхността на крилата е 219,25 m², което беше малко повече спрямо изследванията – 209 m²; кабината за пътници е с 12 рамки по тясна от тази на A300, 195 пътника при 2 класи или 245 само при икономична. През следващите 12 месеца почти всеки аспект на самолета е променян. На 9 януари 1978 г. Swissair и Lufthansa разработват съвместни спецификации на самолети и след месец решават да направят първата поръчка. На 15 март Swissair става първата авиолиния, която прави твърда поръчка. Тя обявява, че ще придобие 10, а след това и още десет самолета от този модел, за да замени McDonnell Douglas DC-9 на основните си вътрешни полети в Европа. Lufthansa бързо прави поръчка за 10 самолета на стойност $240 милиона. Малко по-късно Air France и Iberia също поръчват.
Увеличаването на интереса и възстановяването на индустрията през късните 70 години довежда до пускането на A300 B10, сега познат като A310, влязъл в производство на 7 юли 1978 г. На 1 април 1979 г. Lufthansa увеличава поръчката си до 25 самолета с 25 опции. Два дни по-късно KLM подписва поръчка за 10 самолета с 10 опции за ₤238 милиона. На 6 юли 1979 г. Air France увеличава поръчките си от 4 на 35. Други авиолинии, дали поръчки за A310, са Martiair, Sabena и Air Afriqe.
Официално са разработени две версии на самолета – A310-100 за вътрешни полети и A310-200 за трансконтинентални полети. A310-100 има радиус от 2000 мили (3700 km) с 200 пътника, докато A310-200 – 3000 мили (5600 km) със същия брой пътници. Основни двигатели са предложени от General Electric (CF6-45B2) и Pratt & Whitney (JT9D-7R4). Rolls Royce се колебае дали да не предложи двигател, но се отказва.

### Производство
Радиусът на А310 надминава този на А300, с изключение на А300-600R, който надминава A310-200. По-големият радиус на A310 довежда до използването му на трансатлантически маршрути. А300 и А310 въвеждат концепцията на сходство: пилотите на A300-600 и А310 могат да се сменят един с друг само с един ден обучение.
Продажбите на А310 продължават и по времето, когато прототипът на А310-200 прави своя първи полет на 3 април 1982 г. Поръчки и опции за 181 самолета са подадени от 15 авиолинии по света, което е по-добър старт спрямо А300. Ясно е, че серията с голям радиус (А310-200) е по-популярна и Airbus решава през 1979 г. да спре да предлага А310-100 (оригинално поискана от Lufthansa), нито една от които не е изпълнена.
Търсенето започва да намалява и нови поръчки за новия пътнически самолет A310 през късните 90 години няма поради въвеждането на нови технологии. Последната доставка на AIRBUS A310 е през юни 1998 г. Производството на А310 и А300 официално е спряно през юни 2007 г., обаче има поръчка от Iraq Airways за 5 самолета, която е отложена за юли 2008 г. Останалите поръчки трябва да бъдат изпълнени от A330-200F.
А310 е рекламиран като въведение към широкофюзелажните самолети за развиващи се авиолинии. А310 е заменен от успешния А330-200, който споделя използваемостта на горивото. Между 1983 г. и последния самолет, доставен през 1998 г., са произведени 255 броя А310.
А300 и А310 правят Airbus съперник на Boeing и това им позволява да продължат с по-амбициозния А320 и семействата А330/А340.
Към юли 2016 г. 47 броя А310 се използват в комерсиалните услуги. Основни оператори са Air Transat и Mahan Air с по 9 броя всеки; FedEx Express(8) и Pakistan International Airlines(4). Други 9 авиолинии оперират с 17 самолета.
По данни към 12 октомври 2015 г. са загубени 33 самолета от типа A300.